# The BBC Sessions (album de Belle and Sebastian)
Pour les articles homonymes, voir BBC Sessions.
Albums de Belle and Sebastian
The Life Pursuit
(2006) Write About Love
(2010)
The BBC Sessions est un album de Belle and Sebastian, sorti en 2006 sur le label Rough Trade Records..
L'album regroupe les enregistrements réalisés dans les studios de la BBC, pour différentes émissions de la radio entre 1996 et 2001, notamment une session pour John Peel.
L'album est sorti en CD et en vinyle. Il existe également une édition en double CD. Le deuxième CD consistant en un enregistrement en public de 2001, à Belfast.

## Liste des titres

### Disque 1
1. The State I Am In
2. Like Dylan In The Movies
3. Judy And The Dream Of Horses
4. The Stars of Track and Field
5. I Could Be Dreaming
6. Seymour Stein
7. Lazy Jane
8. Sleep The Clock Around
9. Slow Graffiti
10. Wrong Love
11. Shoot The Sexual Athlete
12. The Magic of a Kind Word
13. Nothing In The Silence
14. (My Girl's Got) Miraculous Technique

### Disque 2, en public à Belfast, 2001
1. Here Comes The Sun
2. There's Too Much Love
3. The Magic of a Kind Word
4. Me and The Major
5. Wandering Alone
6. The Model
7. I'm Waiting For The Man
8. The Boy With The Arab Strap
9. The Wrong Girl
10. Dirty Dream 2
11. Boys Are Back in Town
12. Legal Man